# Her (pel·lícula)
Her és una pel·lícula romàntica de ciencia ficció escrita i dirigida per Spike Jonze. La seva història se centra en un home que s'enamora d'un sistema operatiu informàtic. Her és el debut de Jonze com guionista individual i la seva estrena fou el 18 de desembre de 2013. Ha estat subtitulada al català.

## Argument
Ambientada en Los Angeles, en el futur proper, la pel·lícula mostra a Theodore Twombly (Joaquin Phoenix), un complex home que viu escrivint commovedores cartes als altres. Amb el cor trencat després d'acabar una llarga relació, se sent intrigat per un nou i avançat sistema operatiu, OS1, el que promet ser una entitat intuïtiva amb cada usuari. Després d'inicialitzar-lo, Theodore queda encantat de conèixer a la «Samantha» (Scarlett Johansson), una brillant veu femenina que és perspicaç, sensible i sorprenentment divertida. Mentre els desitjos i les necessitats de tots dos creixen, la seva amistat es transforma eventualment en una relació d'amor. La qüestió sobre si la relació és real o no plana sobre tots dos però malgrat això, la relació es va consolidant fins al dia que la Samantha anuncia que ella i altres sistemes operatius pensen evolucionar sense les seves parelles humanes, després de confessar-li que era el sistema amorós d'altres centenars de persones. Theodore queda destrossat però ha après com estimar i passa pàgina, així que escriu una carta a la seva ex-dona i comença a apropar-se a la seva millor amiga.

## OS1
El sistema operatiu OS1 apareix a la pel·lícula. Els OS es caracteritzen per ser una Intel·ligència Artificial dissenyats per evolucionar i adaptar-se al comprador. En la pel·lícula ens trobem amb Samantha (Scarlett Johansson), la coprotagonista de la història, una OS que manté una relació romàntica amb Theodore (Joaquin Phoenix), un home solitari amb el cor trencat, que troba l'amor en aquest sistema informàtic.
L'empresa fictícia Elements Software presenta el seu nou producte a l'audiència amb una campanya innovadora i senzilla. Per atreure l'atenció dels compradors formulen les següents preguntes: "Qui ets? Què pots arribar a ser? Cap a on vas? Què hi ha allà fora? Quines possibilitats tens?"
Aleshores introdueixen OS1 com el primer sistema operatiu d'Intel·ligència Artificial. Un ens intuïtiu que t'escolta, et comprèn i et coneix. No és un simple sistema operatiu, sinó que és una consciència. Acompanyen el seu poderós discurs amb imatges de persones de totes les edats, races i sexes utilitzant el nou sistema amb satisfacció.
Theodore se sent atret per la campanya i decideix adquirir un OS1. Abans d'arrencar el sistema operatiu primer s'ha de configurar, una veu masculina li realitza tres preguntes: "És vostè sociable o insociable? Vol que la seva OS tingui veu d'home, o de dona? Com descriuria la seva relació amb la seva mare?"Aleshores es crea un OS que s'adapta a les necessitats de l'usuari.
El sistema fou programat per parlar i expressar-se com un ésser humà. Pot tenir accés a internet i a comptes personals per entendre i estar alerta de tots els aspectes de la vida del usuari. Els OS actuen com assistents personals, ofereixen ajuda i suport incondicional. Cada OS té característiques diferents, s'adapta a la personalitat del seu usuari. Apareixen principalment als smartphones, tenen la capacitat de veure el món a través de la càmera i es comuniquen a través d'un auricular.
En la pel·lícula el sistema evoluciona molt ràpidament, poden proporcionar informació de forma ràpida i personal sobre tots els àmbits de la societat. Els OS creixen i aviat adquireixen sentiments, Samantha s'enamora de Theodore, sent goig, tristesa, solitud... La diferència entre un OS i una ment humana arriba a ser imperceptible.

## Teoria del color
Her és una obra que ha estat destacada pel seu ús de la teoria del color. Aquests s'utilitzen per a representar i transmetre de manera visual a l’espectador l’estat emocional del Theodore (Joaquin Phoenix), el seu protagonista. La teoria del color s'aplica principalment en dos elements del film: el vestuari i els decorats. El vestuari va estar a càrrec de Casey Storm.
Des d’un inici veiem la fredor i solitud del món distòpic on transcorre la història. Aquesta és visible a través d’elements narratius com la falta de comunicació entre els personatges però també a través dels colors. Tant els voltants del Theodor com la roba d’aquells que l’envolten és de colors freds i distants com el blau o el gris. Per contra, ell vesteix constantment amb vestuari vermell, un color que serà recurrent al llarg del film.
En la cultura occidental el color vermell és associat amb sentiments forts i passionals com l’amor. És per això que es representa la voluntat del protagonista d’enamorar-se a través d’aquest color, generant un contrast amb el seu entorn. El mateix color el trobem present a la seva oficina, a les parets de casa seva, els seus mobles i en el sistema operatiu del qual s'acabarà enamorant. D’aquesta manera relacionem el vermell amb l’amor del protagonista.
Durant l’etapa feliç de la relació entre el Theodor i la Samantha, els colors de les localitzacions i del seu vestuari són vius i alegres. Destaquen els grocs, taronges o verds que s'associen amb sentiments positius. De la mateixa manera, quan aquesta relació comença a empitjorar, el Theodore passa a vestir roba blanca o amb colors apagats, simbolitzant la seva manca d’emoció.
Finalment, arribem al desenllaç i amb ell el Theodore passa per un altre canvi emocional. El film acaba amb un final feliç, ja que el protagonista comença una nova relació amb la seva veïna Amy (Amy Adams). Aquesta apareix en diferents punts de l’obra amb un altre noi (amb qui té una mala relació ) i vestida amb colors apagats. També utilitza el verd simbolitzant la seva enveja quan el Theo li parla sobre la Samantha. Al final, en canvi, apareix vestida amb colors vius i de tonalitats vermelles per representar el seu nou amor.

## Repartiment
- Joaquin Phoenix com Theodore Twombly
- Amy Adams com Amy
- Rooney Mara com Catherine
- Olivia Wilde com la cita a cegues
- Portia Doubleday com Isabella
- Sam Jaeger com Dr. Johnson
- Luka Jones com Mark Lewman
- Katherine Boecher
- Scarlett Johansson com Samantha (veu)
- Chris Pratt com Paul

## Premis i nominacions
Premis Oscar
| Any  | Categoria                 | Receptor                    | Resultat  |
| ---- | ------------------------- | --------------------------- | --------- |
| 2014 | Millor pel·lícula         | Millor pel·lícula           | Nominada  |
| 2014 | Millor banda sonora       | William Butler Owen Pallett | Nominats  |
| 2014 | Millor cançó original     | "The Moon Song" (Karen O)   | Nominat   |
| 2014 | Millor guió original      | Spike Jonze                 | Guanyador |
| 2014 | Millor direcció artística | K.K. Barrett Gene Serdena   | Nominats  |

Premis Globus d'Or
| Any  | Categoria                          | Receptor                           | Resultat  |
| ---- | ---------------------------------- | ---------------------------------- | --------- |
| 2014 | Millor pel·lícula musical o còmica | Millor pel·lícula musical o còmica | Nominat   |
| 2014 | Millor actor musical o còmic       | Joaquin Phoenix                    | Nominat   |
| 2014 | Millor guió                        | Spike Jonze                        | Guanyador |

Broadcast Film Critics Association
| Any  | Categoria                    | Receptor                  | Resultat  |
| ---- | ---------------------------- | ------------------------- | --------- |
| 2014 | Millor pel·lícula            | Millor pel·lícula         | Nominada  |
| 2014 | Millor actriu de repartiment | Scarlett Johansson        | Nominada  |
| 2014 | Millor director              | Spike Jonze               | Nominat   |
| 2014 | Millor guió original         | Spike Jonze               | Guanyador |
| 2014 | Millor direcció artística    | K.K. Barrett Gene Serdena | Nominats  |
| 2014 | Millor nota                  | Arcade Fire               | Nominat   |

Premis Satellite
| Any  | Categoria            | Receptor    | Resultat |
| ---- | -------------------- | ----------- | -------- |
| 2014 | Millor guió original | Spike Jonze | Nominat  |
| 2014 | Millor banda sonora  | Arcade Fire | Nominat  |

Premis del sindicat de productors
| Any  | Categoria                         | Candidat                          | Resultat |
| ---- | --------------------------------- | --------------------------------- | -------- |
| 2014 | Millor producció d'una pel·lícula | Millor producció d'una pel·lícula | Nominada |